# 格雷森 (喬治亞州)
格雷森（英語：Grayson）是一個位於美國喬治亞州格威內特縣的城市。

## 地理
格雷森的座標為33°53′36″N 83°57′20″W / 33.89333°N 83.95556°W，而該地的平均海拔高度為334米（即1096英尺）。

## 人口
根據2010年美國人口普查的數據，格雷森的面積為6.55平方千米，當中陸地面積為6.40平方千米，而水域面積為0.15平方千米。當地共有人口2566人，而人口密度為每平方千米391.76人。